# Kronbock
Kronbock (Monochamus galloprovincialis) är en skalbagge i familjen långhorningar. Den blir 17 till 26 millimeter lång.